# Cyphocharax
Cyphocharax  es un género de peces de la familia Curimatidae, orden Characiformes.

## Especies
El género Cyphocharax incluye las siguientes especies:
- Cyphocharax abramoides (Kner, 1858)[3]
- Cyphocharax aspilos (Vari, 1992)[4]
- Cyphocharax derhami (Vari & Chang, 2006)[5]
- Cyphocharax festivus (Vari, 1992)[4]
- Cyphocharax gangamon (Vari, 1992)[4]
- Cyphocharax gilbert (Quoy & Gaimard, 1824)[6]
- Cyphocharax gillii (Eigenmann & Kennedy, 1903)[7]
- Cyphocharax gouldingi (Vari, 1992)[4]
- Cyphocharax helleri (Steindachner, 1910)[8]
- Cyphocharax laticlavius (Vari & Blackledge, 1996)[9]
- Cyphocharax leucostictus (Eigenmann & Eigenmann, 1889)[10]
- Cyphocharax magdalenae (Steindachner, 1878)[11]
- Cyphocharax meniscaprorus (Vari, 1992)[4]
- Cyphocharax mestomyllon (Vari, 1992)[4]
- Cyphocharax microcephalus (Eigenmann & Eigenmann, 1889)[12]
- Cyphocharax modestus (Fernández-Yépez, 1948)[13]
- Cyphocharax multilineatus (Myers, 1927)[14]
- Cyphocharax nagelii (Steindachner, 1881)[15]
- Cyphocharax nigripinnis (Vari, 1992)[4]
- Cyphocharax notatus (Steindachner, 1908)[16]
- Cyphocharax oenas (Vari, 1992)[4]
- Cyphocharax orion Melo & Faria, 2024[17]
- Cyphocharax pantostictos (Vari & Barriga S., 1990)[18]
- Cyphocharax platanus (Günther, 1880)[19]
- Cyphocharax plumbeus (Eigenmann & Eigenmann, 1889)[10]
- Cyphocharax punctatus (Vari & Nijssen, 1986)[20]
- Cyphocharax saladensis (Meinken, 1933)[21]
- Cyphocharax santacatarinae (Fernández-Yépez, 1948)[13]
- Cyphocharax signatus (Vari, 1992)[4]
- Cyphocharax spilotus (Vari, 1987)[22]
- Cyphocharax spiluropsis (Eigenmann & Eigenmann, 1889)[10]
- Cyphocharax spilurus (Günther, 1864)[23]
- Cyphocharax stilbolepis (Vari, 1992)[4]
- Cyphocharax vanderi (Britski, 1980)[24]
- Cyphocharax vexillapinnus (Vari, 1992)[4]
- Cyphocharax voga (Hensel, 1870)[25]